# Fosforsesquisulfide
Fosforsesquisulfide is een anorganische verbinding tussen fosfor van zwavel, met als brutoformule P4S3. De stof komt in zuivere toestand voor als een gele vaste stof, die goed oplosbaar is in koolstofdisulfide. In onzuivere toestand kan het groen-geel tot grijs van kleur zijn. De verbinding werd ontdekt door G. Lemoine en voor het eerst in grote hoeveelheid geproduceerd in 1898 door de firma Albright and Wilson. Het hydrolyseert traag.

## Synthese
Fosforsesquisulfide wordt bereid uit een reactie van witte of rode fosfor met zwavel. In een overmaat aan zwavel wordt fosforpentasulfide (P4S10) bereid.

## Structuur
Fosforsesquisulfide heeft een typische kooistructuur, waarbij de P-S- en de P-P-bindingslengtes respectievelijk 209,0 en 223,5 pm bedragen. Het neemt een C3v-symmetrie aan en is een derivaat van het tetraëdrische tetrafosfor (P4).

## Toepassingen
Het wordt in een mengsel (verhouding 1:2) met kaliumchloraat en enkele andere verbindingen verwerkt in de ontvlambare kop van lucifers.